# Adam Berry
Adam Barrett Berry (* 3. Dezember 1966 in Los Angeles, Kalifornien) ist ein US-amerikanischer Komponist.

## Leben
Adam Barrett Berry, der in Los Angeles aufwuchs, erlernte im Alter von sechs Jahren das Gitarrenspiel und wollte anhand seines Talents immer Studiomusiker werden, sodass er schon während seiner Schulzeit Musikkurse auf College-Niveau an der California State University, Dominguez Hills und dem Harbor College besuchte und erfolgreich absolvierte. Doch er erkrankte an Tendinitis, einer chronischen Sehnenentzündung, und musste das Spiel aufgeben. Anschließend probierte er sich mit der Psychologie, aber er interessierte sich nur, wie Musik sich unter psychologischen Aspekten auf den Menschen auswirken könnte. Und als er mit Wirtschaftswissenschaften anfing, interessierte er sich lediglich, wie er Geld in der Musikbranche investieren würde. Dementsprechend zog es ihn wieder komplett zurück zur Musik, wo er sich fortan auf ein Studium der Komposition an der University of Southern California konzentrierte.
Nachdem er 1995 seinen Abschluss an der USC machte, komponierte er für Filme von Roger Corman und Andrew Stevens. Bereits 1997 wurde er von Roger Corman und Andrew Stevens für ihre Serie South Park engagiert, für die er vier Jahre lang komponierte. Dies verschaffte ihm die nötige Aufmerksamkeit, um später von Disney für Serien wie Kim Possible und Hercules engagiert zu werden.

## Filmografie (Auswahl)

### Filme
- 1996: Die Rache der Tara McCormick (Fugitive Rage)
- 1996: Glut der Begierde (Friend of the Family II)
- 1999: Star Portal
- 2000: Captain Buzz Lightyear – Star Command – Das Abenteuer beginnt (Buzz Lightyear of Star Command: The Adventure Begins)
- 2002: Balto – Auf der Spur der Wölfe (Balto: Wolf Quest)
- 2003: Beethoven auf Schatzsuche (Beethoven's 5th)
- 2004: Balto – Sein größtes Abenteuer (Balto III: Wings of Change)
- 2005: Paine Management

### Fernsehserien
- 1997–2000: South Park (63 Episoden)
- 1998–1999: Hercules (65 Episoden)
- 2000–2001: Captain Buzz Lightyear – Star Command (Buzz Lightyear of Star Command) (65 Episoden)
- 2002–2007: Kim Possible (87 Episoden)
- 2005–2006: The Buzz on Maggie (42 Episoden)
- 2006–2007: American Dragon (American Dragon: Jake Long) (31 Episoden)
- 2007–2010: The Sarah Silverman Program. (32 Episoden)
- seit 2008: Die Pinguine aus Madagascar (The Penguins of Madagascar)

## Auszeichnungen (Auswahl)
Daytime Emmy Award
- 2005: Nominierung für Outstanding Achievement in Music Direction and Composition von Kim Possible
- 2010: Nominierung für Outstanding Achievement in Music Direction and Composition von Die Pinguine aus Madagascar
- 2011: Auszeichnung für Outstanding Achievement in Music Direction and Composition von Die Pinguine aus Madagascar